# Кружна линија (Московски метро)
Кружна линија (рус. Кольцева́я ли́ния) је линија московског метроа. Изграђена је од 1950. до 1954. као кружна рута која кружи око централне Москве и постала је кључна за шеме трансфера путника. Станице пруге изграђене су на врхунцу стаљинистичке архитектуре.

## Историја
У почетним плановима развоја метроа није било предвиђене Кружне линије. Уместо тога, планирано је да комплетне међуградске трасе прелазе центар града са разводним станицама на њиховим раскрсницама. Међутим, након отварања друге етапе 1938., по превеликим оптерећењима на тим раскрсницама било је јасно да ће овај план бити недовољан да се носи са све већим бројем путника како се систем шири. Урбана легенда сугерише да је сам Стаљин предложио линију када је ставио шољицу за кафу на оригиналну мапу развоја, а затим је подигао и оставио кружну мрљу око центра града и рекао: "То је ваша главна грешка, треба је изградити". Сматра се да је то разлог браон боје линије на свим мапама метроа.
Њена изградња је омогућила велике промене у обрасцима протока путника око Москве и омогућила је систематску развојну платформу за многе будуће линије. Укупно седам радијалних линија почело је на прстену, од којих су се четири касније спојиле у центру и постале пречници.
За разлику од других линија московског метроа, не опслужује ниједну станицу која припада искључиво тој линији; радије, све његове станице су трансфер станице, које се повезују са другим линијама.

## Возни парк
Линију опслужује депо Краснаја Пресња (бр. 4) и прва је 1978. усвојила возове модела 81-717/714. Али замена тих модела са 81–740.4/81-741.4, који је почео да ради у служби прихода на линији од почетка 2010., завршена је до 1. децембра 2011.  Четири воза 81-717/714 из депоа Краснаја Пресња током 2011—2018 била су у саобраћају на Филевској прузи. 2020. у саобраћај су ушли потпуно нови возови који су до јуна 2021. у потпуности заменили 81-740.4/741.4 на прузи.